# أمير عيسى
أمير عيسى (بالإيطالية: Amir)، ويُعرف أيضًا باسمه الأول أمير أو ميتيتشو (بالإيطالية: Meticcio، أي الهجين، لكونه من أب مصري وأم إيطالية من روما) ـ (ولد في 10 ديسمبر 1978) هو مغني راب إيطالي، غنى الأغنية الافتتاحية للفيلم الكوميدي الإيطالي «شالا!» (إنتاج سنة 2011).

## روابط خارجية
- أمير عيسى على موقع ميوزك برينز (الإنجليزية)
- أمير عيسى على موقع ديسكوغز (الإنجليزية)